# 馬格諾利亞 (北卡羅萊納州)
馬格諾利亞（英語：Magnolia）是一個位於美國北卡羅萊納州杜普林縣的城鎮。

## 人口
根據2020年美國人口普查的數據，馬格諾利亞的面積為2.77平方千米，皆為陸地。當地共有人口831人，而人口密度為每平方千米300人。